# Несулиці
Несулиці (пол. Niesulice, нім. Blankensee) — село в Польщі, у гміні Скомпе Свебодзінського повіту Любуського воєводства.
Населення — 229 осіб (2011).
У 1975-1998 роках село належало до Зеленогурського воєводства.

## Демографія
Демографічна структура станом на 31 березня 2011 року:
|          | Загалом | Допрацездатний вік | Працездатний вік | Постпрацездатний вік |
| -------- | ------- | ------------------ | ---------------- | -------------------- |
| Чоловіки | 126     | 26                 | 84               | 16                   |
| Жінки    | 103     | 18                 | 65               | 20                   |
| Разом    | 229     | 44                 | 149              | 36                   |